# Счётная палата Молдовы
Счётная палата Республики Молдова (рум. Curtea de Conturi a Republicii Moldova) — высший институт внешнего публичного аудита в Республике Молдова, государственный орган власти Республики Молдова, выполняющий роль аудита государственных финансов и осуществляющий контроль за формированием, управлением и использованием государственных финансовых ресурсов, так же осуществляет управление государственной собственностью путём проведения внешнего аудита в государственном секторе.
Действующим Председателем Счётной палаты Республики Молдова является Татьяна Шевчук, назначенная на эту должность 21 марта 2024 года.
Штаб-квартира Счётной палаты расположена в Кишинёве, на бульваре Штефан чел Маре, стр. 69.

## История
Счётная палата Республики Молдова была создана в 1994 году в соответствии с положениями статьи 133 Конституции Республики Молдова и Законом № 312-XIII от 8 декабря 1994 «О Счётной палате». В том же году Счётная палата стала членом международных организаций ЕВРОСАИ (Европейская организация высших органов финансового контроля) и ИНТОСАИ (Международная организация высших органов финансового контроля). Первым председателем Счётной палаты был назначен Ион Чубук, возглавлявший ведомство с 27 декабря 1994 по 6 марта 1997 года.
С 17 июля 1997 по 31 июля 2000 года Председателем Счётной палаты был Василий Козма.
11 ноября 1999 года были внесены изменения в структуру Счётной палаты — созданы Территориальные Счётные палаты, наделённые правом принимать постановления по проведённым проверкам: Территориальная Счётная палата Кишинёва, Территориальная Счётная палата Бельц, Территориальная Счётная палата Кагула и Территориальная Счётная палата Комрата.
С 31 июля 2000 по 30 сентября 2004 года Председателем Счётной палаты был Василий Пентелей.
17 мая 2002 года Территориальные Счётные палаты стали Территориальными управлениями Счётной палаты Республики Молдова.
С 16 декабря 2004 по 21 апреля 2011 года Председателем Счётной палаты была Алла Попеску.
17 февраля 2005 года утверждена новая структура Счётной палаты, в рамках которой действуют департаменты, управления, отделы, территориальные офисы и другие подразделения со штатной численностью 150 единиц.
В июле 2005 года был изменен порядок назначения членов Счётной палаты: так, 3 из 7 членов — представители правящей партии, а 4 — представители парламентской оппозиции. Председатель Счётной палаты предлагает Парламенту кандидатуры членов Счётной палаты, рекомендованные парламентскими фракциями. Каждая парламентская фракция вправе рекомендовать минимум 2 кандидатов.
5 декабря 2008 года был принят новый закон «О Счётной палате», вступивший в силу 1 января 2009 года. Основные изменения, внесённые новым законом, касались перехода от внешнего финансового контроля к системе внешнего публичного аудита и изменения функции Счётной палаты в рамках новой модели менеджмента публичных финансов.
С 21 апреля 2011 по 29 июля 2016 года Председателем Счётной палаты был Серафим Урекян.
В 2013 году утверждён Этический кодекс Счётной палаты с целью пропаганды высокой культуры и обеспечения эффективности проводимой деятельности путем установления основополагающих принципов и норм профессионального поведения и этических обязательств.
С 29 июля 2016 по 7 февраля 2019 года Председателем Счётной палаты был Вячеслав Унтилэ.
В последние годы в контексте европейской интеграции Республики Молдова Счётная палата постепенно переходит от финансового контроля к внешнему аудиту.
С 7 февраля 2019 по 21 марта 2024 года Председателем Счётной палаты был Мариан Лупу.
С 21 марта 2024 года Председателем Счётной палаты является Татьяна Шевчук.

## Полномочия
Целями и принципами деятельности Счётной палаты являются:
- оценка регулярности, законности, соответствия, экономики, эффективности и результативности управления государственными финансовыми ресурсами и государственными активами;
- продвижение международно-признанных стандартов прозрачности и подотчётности в области управления государственными финансами;
- обеспечение прозрачности путём информирования ответственных государственных органов и общественности о своих стратегических и годовых планах, выводах и рекомендациях;
- аттестация персонала по обязанностям государственного аудита.

Счётная палата может проверять использование и расходование ресурсов и средств, выделенных Европейским союзом, партнёрами по развитию и другими кредиторами, чьи ресурсы были включены в государственный бюджет или в бюджеты территориально-административных единиц.

## Символика
Счётная палата имеет свои отличительные символы: герб, эмблему, флаг и знаки принадлежности к Счётной палате, которые были утверждены решением № 44 от 15 июня 2006.
Все символы имеют в своей основе:
- поле, разделённое на синие и серебряные вытянутые квадраты
- в центре поля расположен золотой орёл с красными клювом и лапами
- на груди орда помещён щит с изображением Государственного герба Республики Молдова
- в когтях правой лапы орёл держит серебряный кадуцей Меркурия, в когтях левой лапы орёл держит серебряную счётную палочку.

## Председатели Счётной палаты
- Ион Чубук (27 декабря 1994 — 6 марта 1997)[7]
- Василий Козма (17 июля 1997 — 31 июля 2000)[8][9]
- Василий Пентелей (31 июля 2000 — 30 сентября 2004)[10][11]
- Алла Попеску (16 декабря 2004 — 21 апреля 2011)[12][13]
- Серафим Урекян (21 апреля 2011 — 29 июля 2016)[14][15]
- Вячеслав Унтилэ (29 июля 2016 — 7 февраля 2019)
- Мариан Лупу (7 февраля 2019 — 21 марта 2024)
- Татьяна Шевчук (с 21 марта 2024)[16]

## Руководство
- Председатель: Татьяна Шевчук
- Члены: Эдуард Морошан, Сергей Штирбу, Александр Мунтяну, Наталья Трофим, Нина Онофрей и Мария Табакарь.